# حي البزورية

## البزورية
هو أحد أسواق وأحياء دمشق في سوريا يقع في وسط دمشق القديمة ومعروف بعراقته، يمتد السوق الشهير (سوق البزورية) فيه الكثير من المعالم التاريخية أو قل كله معالم تاريخية، مثل الخانات الأثرية والقيصريات والمباني وعبق التاريخ في كل زاوية من زواياه ومعالم تاريخية تعود لمئات السنين.